# اتین-لویی ملوس
اِتیِن-لویی مالوس (فرانسوی: Étienne-Louis Malus‎؛ زاده ۲۳ ژوئیهٔ ۱۷۷۵ درگذشته ۲۴ فوریهٔ ۱۸۱۲) یک نظامی، ریاضی‌دان، مهندس و فیزیک‌دان اهل فرانسه بود.